# Chomelia parviflora
Chomelia parviflora là một loài thực vật có hoa trong họ Thiến thảo. Loài này được (Müll.Arg.) Müll.Arg. mô tả khoa học đầu tiên năm 1881.